# هيلين ما
هيلين ما هي متزلجة فنية صينية، ولدت في القرن العشرين في الصين.